# Carl Ernst Fischer
Carl Ernst Fischer (* 7. März 1900 in Frankfurt am Main; † 29. April 1974 ebenda) war ein deutscher Redakteur, Zeichner, Illustrator und Plakatkünstler. Bekannt wurde er unter seinem Pseudonym „Cefischer“.

## Leben
Nach dem Besuch der Kunstgewerbeschule war Fischer in der ersten Hälfte der 1920er Jahre in verschiedenen kaufmännischen Berufen tätig und veröffentlichte ab Mitte der 1920er Jahre Zeichnungen und Bildgeschichten in Kundenheften und Kinderzeitungen wie Blaubandwoche und Hans Kunterbunt, ab 1935 unter dem Pseudonym Cefischer. Ab 1937 war er für das Illustrierte Blatt, aus dem später die Frankfurter Illustrierte wurde, tätig. Im Zweiten Weltkrieg verlor er 1944 während einer Bahnreise durch einen Luftangriff auf den Bahnhof Fulda beide Arme. Daher lernte er noch während der letzten Kriegsmonate mit dem Mund zu malen und konnte ab 1948 wieder als Illustrator für seine alte Zeitschrift arbeiten. Besonders bekannt wurde er durch seine Comics über den Kater Oskar, die von 1952 bis 1962 in der Frankfurter Illustrierten abgedruckt wurden und ab 1954, beginnend mit Oskar, der Familienvater, auch in Buchform erschienen. Nachdem die Frankfurter Illustrierte 1963 den Besitzer gewechselt hatte, wurde Fischer entlassen.
Für seine Arbeit als Mitbegründer der Vereinigung der mund- und fussmalenden Künstler erhielt Cefischer am 27. August 1965 das Bundesverdienstkreuz 1. Klasse.
Sein Nachlass wird im Institut für Stadtgeschichte (Frankfurt am Main) aufbewahrt (Signatur S1/247).

## Werke (Auswahl)
- Ping und die Schatzinsel, Cobet Verlag 1950
- Oskar, Societäts-Verlag 1954 bis 1960, 7 Bände
- Oskar der Familienvater, Droemer-Knaur 1981
- Frech wie Oskar, Droemer-Knaur 1982
- Oskar ist der Grösste!, Droemer-Knaur 1983
- Oskar, Schwager & Steinlein 1988, 2 Bände